# Пустињска зеба
Пустињска зеба или лихтенштајнова пустињска зеба (лат. Rhodospiza obsoleta) је птица смеђе боје, која настањује југ Евроазије. 

## Опис
Њен просечан распон крила је 26 цм, а тежина од 17-28 грама. Има дебео црни кљун, црно-бела крила и реп, и нијансе розе боје на сваком крилу. Женка је тамније боје од мужјака, одрасле јединке су прилично сличне и тешко се разазнају.
Храни се семењем и понекад инсектима.

## Станиште
Пустињска зеба настањује пустиње, али само у областима где је вода доступна. Може се наћи и у нижим пределима, подножју планина и у близини водених површина.

## Гнежђење
Гнезде се на дрвећу у пролеће, а женка полаже четири до шест јаја.